# Mente estesa
La mente estesa è un concetto introdotto nel 1998 da Andy Clark e David Chalmers nell'articolo The Extended Mind.
Nell'articolo viene descritto l'esperimento mentale in cui due individui, Inga e Otto, devono recarsi presso il MoMA conoscendo l'indirizzo. Inga utilizza la memoria per recuperare l'informazione, mentre Otto, affetto dal morbo di Alzheimer, si avvale di un taccuino che porta sempre con sé e su cui annota le informazioni.